# Sniper (gruppo musicale)
Sniper è un gruppo hip hop francese originario della Val-d'Oise composto da El Tunisiano (Bachir Baccour, nato nel 1979, di origine tunisina), di Deuil-la-Barre, Aketo (Ryad Selmi, nato nel 1980, di origine algerina), di Deuil-la-Barre, Black Renégat/Blacko (Karl Appela, nato nel 1979, originario dell'Isola della Riunione), di Montfermeil e DJ Boudj,(Mohamed Ali Kebaier ndr.nato nel 1980) di Saint-Denis.
I quattro membri formano un gruppo complementare: Aketo ed El Tunisiano sviluppano uno stile rap, Blacko privilegia un approccio più vicino al Raggae, mentre DJ Boudj si occupava di produzione e degli scratchs.
Hanno cominciato facendo qualche apparizione su diversi mixtapes e compilations come "The Power of Unity", "Première Classe" e "B.O.S.S".

## Processi
Questo gruppo ha avuto diversi problemi con la giustizia, in particolare per le frasi utilizzate in canzoni come La France o sul conflitto del Medio Oriente Jeteur de pierres. Il gruppo fu assolto dal tribunale di Rouen per la canzone "La France" ma furono ugualmente accusati di antisemitismo in seguito al loro secondo album provocando tra l'altro l'ira di alcune organizzazioni ebraiche. Il ministro dell'interno dell'epoca,  Nicolas Sarkozy, li qualificò come "criminali che disonorano la Francia".
Gli Sniper hanno spiegato in una canzone del loro ultimo album La France (itinéraire d'une polémique) il cui ritornello è molto simile a quello che gli è valso il processo:
La France est une farce et on s'est fait trahir

Tu sais, ils ont tenté de nous salir

Oui moi j'ai parlé de garce... notamment de la France , 

Ils m'interdisent de le dire en face... mais t'inquiètes, je le pense

Accusé d'inciter à prendre les armes

mais ce texte n'était qu'un signal d'alarme... Messieurs,

Comprenez le sens de notre discours

Ne pas confondre un appel au meurtre... et un appel au secours!!!
La Francia è una farsa e ci siamo fatti tradire

Tu lo sai, hanno tentato di sporcarci

Si io ho parlato di puttana... in particolare della Francia , 

Mi vietano di dirlo in faccia... ma non preoccuparti, io lo penso

Accusati di incitare a prendere le armi

ma questo testo era solo un segnale di allarme... Signori,

Capite il senso del nostro discorso

Non confondere un incitamento all'omicidio... e una richiesta di aiuto!!!
Altri rapper utilizzavano dei testi ancora più provocatori e che incitavano alla rivolta (come Lim). La principale ragione di queste accuse resta senza dubbio il fatto che questo gruppo aveva una maggiore influenza di altri rapper minori, ma più violenti.

## Discografia
- 2001: Du Rire Aux Larmes
- 2003: Gravé Dans La Roche
- 2006: Trait Pour Trait
- 2011: À toute épreuve